# Iauhèn Karaliok
Iauhèn Karaliok (9 de juny de 1996) és un ciclista belarús, professional des del 2017. Actualment corre a l'equip Minsk CC. Combina la carretera amb la pista. En el seu palmarès destaca el Campió de Belarús en contrarellotge de 2020, 2021 i 2022.

## Palmarès en ruta
- 2017
  -  Campió de Belarús sub-23 en contrarellotge
  - 1r al Gran Premi de Minsk
- 2018
  - Vencedor d'una etapa al Tour de Mersin
  - Vencedor d'una etapa a la Volta a Estònia
- 2019
  - 1r a la Minsk Cup
- 2020
  -  Campió de Belarús en contrarellotge
- 2021
  -  Campió de Belarús en contrarellotge
- 2022
  -  Campió de Belarús en contrarellotge
  - 1r al Gran Premi Justiniano Race

## Palmarès en pista
- 2017
  -  Campió d'Europa sub-23 en Scratch
- 2018
  -  Campió del món en Scratch
- 2020
  -  Campió del món en Scratch

### Resultats a laCopa del Món
- 2016-2017
  - 1r a la Classificació general i a la prova Los Angeles, en Scratch
- 2017-2018
  - 1r a la prova de scratch a Minsk
- 2019-2020
  - 1r a la prova de scratch a Minsk